# Chinapotamon pusillum
Chinapotamon pusillum е вид десетоного от семейство Potamidae.

## Разпространение и местообитание
Видът е разпространен в Китай (Гуанси).
Обитава сладководни басейни и потоци.